# Völcsey Rózsi
Völcsey Rózsi névvariáns: Völcsei Rózsi (Árpád, 1895. december 15. – Budapest, 1966. január 7.) magyar színésznő, érdemes művész.

## Életútja
Erdei Sándor és Horvát Julianna gyermekeként született. Völcsey István örökbe fogadta. 1914-ben diplomázott a Színművészeti Akadémián. 1915-ben lépett a színi pályára, Palágyi Lajosnál Miskolcon, és mint drámai hősnő sikerrel működött mindenütt. Játszott vidéken, Győrött, Nagyváradon, majd 1942-ben és 1944-ben Szegeden is. 1945 és 1948 között a Magyar Színház, illetve a Vígszínház művésznője volt, majd a Magyar Rádiónál működött. A rádiótársulat tagjaként országosan ismertté vált, elsősorban erőteljes, humoros népi figurák megformálásával. A Falurádió állandó műsorának Mari néni-jét haláláig nagy népszerűség övezte. 1966-ban megkapta az érdemes művész kitüntetést.
Férje Siposs (Solymosi) Simon György volt, Solymosi Elek és Harmath Ilona fia, akihez 1922. augusztus 17-én Esztergomban ment nőül.

## Fontosabb színházi szerepei
- Tímár Liza (Bródy Sándor: Tímár Liza)
- Lyon Lea (Bródy Sándor: Lyon Lea)
- Pernelle-né (Molière: Tartuffe)
- Sotenville-né (Molière: Dandin György)
- Aase anyó (Henrik Ibsen: Peer Gynt)
- Lorenne Smith (William Saroyan: Így múlik el az életünk)
- II. Katalin (Bíró Lajos - Lengyel Menyhért: A cárnő)
- Tschöll mama (Franz Schubert - Berté Henrik: Három a kislány)
- Peachumné (Bertolt Brecht - Kurt Weill: Koldusopera)
- Retteginé (Schönthan fivérek - Kellér Dezső – Horváth Jenő – Szenes Iván: A szabin nők elrablása)

## Magyar Rádió
- Kemény Egon – Gál György Sándor – Erdődy János: „Komáromi farsang” (1957) Daljáték 2 részben Csokonai Vitéz Mihály – Ilosfalvy Róbert, Zenthe Ferenc, Lilla – Házy Erzsébet, Korompai Vali, Deák Sándor, Gönczöl János, Berky Lili, Bilicsi Tivadar, Szabó Ernő, Hlatky László, Fekete Pál, Lehoczky Éva, Völcsey Rózsi, Gózon Gyula, Rózsahegyi Kálmán A Magyar Rádió Szimfonikus Zenekarát Lehel György vezényelte Zenei rendező: Ruitner Sándor Rendező: László Endre

## Filmjei
- Mágnás Miska (1949)
- Forró mezők (1949)
- Janika (1949)
- Dalolva szép az élet (1950)
- Föltámadott a tenger (1953)
- Dani (1957)
- Csendes otthon (1958)
- Két emelet boldogság (1960)

## Díjai, elismerései
- Érdemes művész (1966)